# Stara jezgra Avignona
Stara jezgra Avignona, povijesno središte Avignona (južna Francuska), proglašena je UNESCOvom svjetskom baštinom 1995. godine, i to kao kulturna baština razine I, II i IV. Na popis mjesta svjetske baštine u Europi, u sklopu stare jezgre Avignona, svrstana je Papinska palača, njen episkopalni kompleks i Avignonski most.

## Papinska palača
Papinska palača (Palais des Papes) je povijesna palača i jedan od najvećih i najvažnijih spomenika srednjovjekovne gotičke arhitekture u Europi. Palača je dojmljiva građevina koja se nalazi na istoimenom trgu i svojom veličinom čini da se obližnja Avignonska katedrala Notre Dame des Doms doimlje patuljastom. Palaču su izgradili pape u 14. stoljeću, od Ivana XXII. 1316. godine, do 1370. godine kada je završena. 

### Povijest
Avignon je postao rezidencijom Papa 1309. godine kada je Gascon Bertrand de Goth, kao Papa Klement V., odlučio izbjeći tada nasilni i kaotični Rim po svom imenovanju (1305.), te premjestio kuriju u Avignon, započevši razdoblje poznato kao Avignonsko papinstvo. Klement je živio kao gost u dominikanskom samostanu u Avignonu, a njegov nasljednik, Papa Ivan XXII. započeo je u samostanu graditi veličanstveni dvor od stare biskupske (episkopske) palače (Rocher des Doms ) koja se nalazila na prirodnoj stijeni koja gleda na rijeku Rhônu. Papa Benedikt XII. (1334. – 42.) i njegovi nasljednici, sve do 1364. godine, nastavili su nadograđivati kompleks u dvije faze, Palais Vieux (Stara palača) i Palais Neuf (Nova palača). Kada je bila gotova, palača se prostirala na 11,000 m² (2.6 hetara) i na nju je utrošena većina papinskih prihoda za njihova pontifikata.
Palais Vieux je projektirao arhitekt Pierre Poisson iz Mirepoixa koji je vanjski dio benediktinske biskupske palače dao srušiti i na njenom mjestu podići mnogo veću i iznimno utvrđenu građevinu sa središnjim klaustrom i visokim tornjevima na sva četiri kraja. Benedikt XII. je dao 1335. godine izgraditi utvrdu (donjon) izvan palače, nazvan "Anđeoski toranj" koji je bio zaštićen ramparts spojenih s osobnim prostorijama papa, te Veliku kapelu, paralelnu s katedralom.
Za papa Klementa VI., Inocenta VI. i Urbana V., građevina je proširena u današnju Palais Neuf. Za Klementa VI.  Jean de Louvres je izgradio novi toranj i dodao nove zgrade, uključujući 52 m dugu Veliku kapelu (Grand Chapel) koja je bila mjesto molitve za pape. Za Innocenta VI. Dovršena su još dva tornja, a za Urbana V. dovršeno je glavno dvorište (poznato kao Court d'Honneur) s građevinama koje ga zatvaraju. Interijer je bogato ukrašen freskama, tapiserijama, slikama, skulpturama i izrezbarenim drvenim stropovima. 
Pape su napustili Avignon 1377. godine i vratili se u Rim, što je potaklo tzv. Papinski šizmu tijekom koje su antipape Klement VII. i Benedikt XIII. vladali iz Avignona do 1408. godine. Ovaj posljednji je bio i zatočen u palači 10 godina nakon opsade koju je 1398. godine vodio Geoffrey Boucicaut. Palača je još neko vrijeme bila u posjedu antipapa, a opsjedana je od 1410. do 1411. godine, da bi došla u posjed papa tek 1433. godine.
Iako je palača bila u posjedu papa (zajedno s okolnim dijelom grada i Comtat Venaissin), u sljedećih 350 godina postupno je propadala (unatoč obnovi 1516. godine). U vrijeme Francuske revolucije, kad su je zauzeli revolucionari, već je bila u ruševnom stanju. Godine 1791. bila je poprištem masakra kontra-revolucionara čija su tijela bačena u Zahodski toranj (Tour des Latrines) u Staroj palači. 
Palaču su povremeno koristili Napoleonovi vojnici kao vojnu baraku i zatvor, te je još dodatno sradala od vojnika, a osobito za vrijeme anti-svećeničke Treće republike, kada je drvenarija interijera uzeta za izgradnju štala, a freske većinom prekrivene ili uništene (čime su ih ironično sačuvali). Ispražnjena je tek 1906. godine, kada je postala državnim muzejom i od tada je u stalnoj obnovi.
Većina palače je danas otvoreno javnosti (22 sobe, uključujući privatne prostorije papa i mjesta povijesnih događaja), a u njoj se nalazi konferencijska dvorana i arhiv francuskog departmana Vaucluse.
- Velika kapela u kojoj su se molili Avignonske pape
- Trodimenzionalni prikaz palače
- Plan palače iz 1914. godine
- Oslikani svod kapele sv. Martiala

### Arhitektura
Sa svojih 15,000 m2 postora (ekvivalent 4 gotičke katedrale), Avignonska palača je najveća gotička palača u Europi.
Pored južne strane Anđeoskog tornja, papa Klement VI. Je 1342. dao izgraditi “Toranj garderobe” i “Veliku prijemnu dvoranu” iznad Velike kapele. One su, zajedno s “krilom za plemenite” na desnom kutu, zatvorile veliko dvorište “Honour”. Nakon toga prestale su vojne nadogradnje i prevladala je elegancija fasada, a unutrašnjost je ispunjena ukrštenim rebrima svodova i skulpturalnim dekoracijama. 
Studij Klementa VI., poznat i kao "la chambre du cerf" je jedna od najdomljivijih soba zbog svojih freski na zidovima i svodu. Kapela Svetog Martiala, koja se nalazi na drugom katu tornja sv. Ivana, je oslikana scenama iz života sv. Martiala, koje je naslikao Matteo Giovanetti od 1344. do 1345. godine. Od 1347. do 1348. godine, Matteo Giovannetti je oslikao kapelu Svetog Ivana (Saint-Jean chapel), koja se nalazi ispod kapele sv. Martiala.

## Avignonski most
Avignonski most (Pont d'Avignon, poznat i kao Pont St-Bénézet) je slavni srednjovjekovni most preko rijeke Rhône između Avignona i Villeneuve-lès-Avignon na lijevoj obali. Izgrađen između 1171. i 1185. godine, bio je dug oko 900 m, ali je nakon nekoliko katastrofalnih poplava tijekom stoljeća od njega ostalo samo 4 kamena luka, dok su ostali zamijenjeni drvenim mostom. Na jednom od lukova stoji kapela Svetog Benezeta (Saint-Bénézet).